# Joachim Schumacher (Autor)
Joachim Schumacher (* 21. Oktober 1904 in Berlin; † 8. September 1984 in Woodbury, Connecticut; Pseudonym: Lukjan Detector) war ein deutschsprachiger Autor, der wegen seiner politischen Ansichten 1932 aus Deutschland emigrierte.

## Leben
Schumacher studierte Jura, vergleichende Literaturwissenschaft, Philosophie und Musikwissenschaft und promovierte an der Universität Heidelberg.
Das Vorwort zu seinem bekanntesten Werk, Die Angst vor dem Chaos, schrieb Joachim Schumacher 1936 im „damals noch touristenfreien“ Saint-Tropez, wo er sich als illegaler Emigrant aufhielt. Für die Neuausgabe des Werks 1972 schrieb er einen Nachtrag zu diesem Vorwort, diesmal aus Woodbury, Connecticut, USA. Nach St. Tropez war er über die Schweiz gekommen, wo er eine Geliebte hatte, zu der er 1932 geflohen war. Dazu hatte er sich entschlossen, nachdem ihm klar geworden war, dass er „weder Neigung hatte in Deutschland ein wirkungsloser Märtyrer zu werden“ noch „als Wallfahrer nach Moskau zu gehen“. In der Schweiz lernte er Ernst Bloch kennen, mit dem er eine marxistische Weltanschauung teilte und die fortan eine lebenslange Freundschaft verband. Auf Druck der Deutschen wurde Schumacher 1936 aus der Schweiz ausgewiesen und floh 1937 in die USA. Hier unterrichtete er zunächst 1938 an der Metropolitan Music School und lernte dort Hanns Eisler kennen. Schumacher beschäftigte sich dort mit der Musiksoziologie des bürgerlichen Zeitalters unter den Verhältnissen des Kapitalismus. Seine Tätigkeit an der Metropolitan Music School war 1950 auch Gegenstand antikommunistischer Untersuchungen.
Von 1939 bis 1977 unterrichtete Schumacher Kunstgeschichte und Philosophie an der Westover School in Middlebury.
1941 verbrachte er den Sommer erstmals in Woodbury, wo ihn Hanns Eisler besuchte, der dort sein Woodbury-Liederbüchlein komponierte.
Vom Jahr 1972 rückblickend beschreibt er sich selbst als einen „Antifaschisten“ und greift, nur eine Seite weiter, den Kommunismus Moskaus an. Dort habe man ihn mit dem „idiotischen Stichwort ‚Trotzkist‘“ diffamiert.

## Werke
- Johann Wilhelm Simler. Die Rezeption des Opitz-Barocks in der deutschen Schweiz. Diss. Heidelberg 1933. Neuauflage: Egelsbach 1994.
- Die Angst vor dem Chaos. Über die falsche Apokalypse des Bürgertums. Editions Asra, Paris 1937; Neuauflagen: Makol-Verlag, Frankfurt am Main 1972; Syndikat, Frankfurt am Main 1978.
- Leonardo da Vinci, der Maler-Philosoph. Makol, Frankfurt am Main 1974; Überarbeitete und veränderte Fassung unter dem Titel Leonardo da Vinci. Maler und Forscher in anarchischer Gesellschaft. Wagenbach, Berlin 1981, ISBN 3-8031-3504-4.
- Leicht ’gen Morgen unterwegs. Eine philosophische Reise. Mit Briefen an Joachim Schumacher von Ernst Bloch. Rogner & Bernhard, München 1979, ISBN 3-8077-0114-1.